# Станкович, Борисав

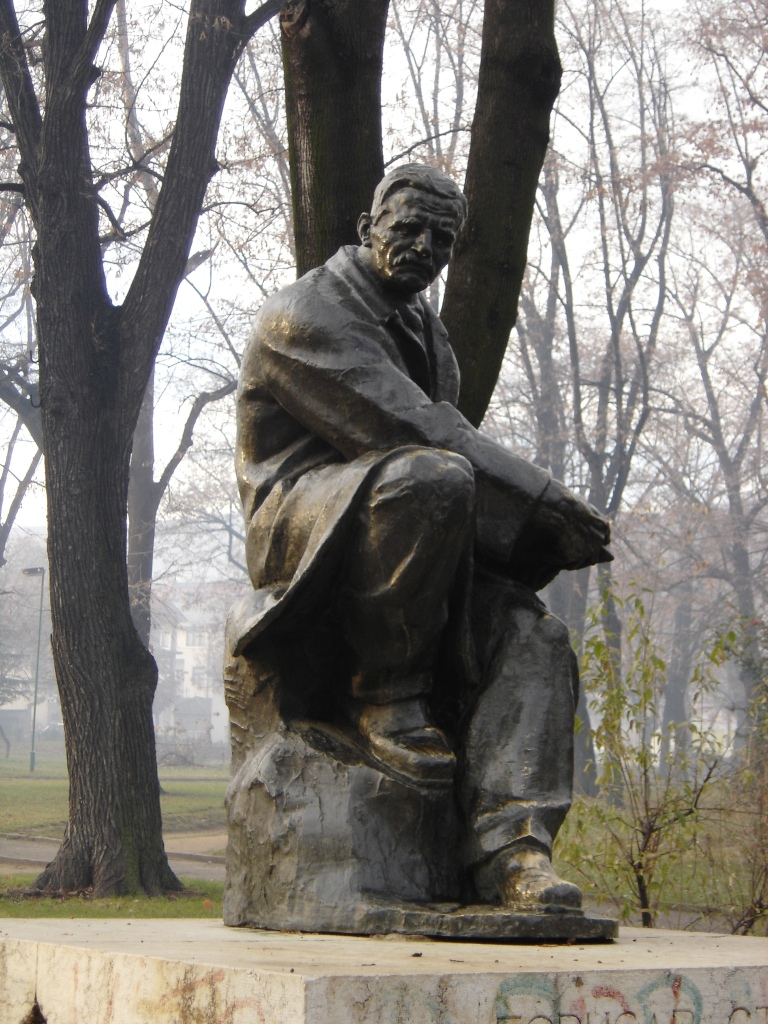
Памятник Станковичу в г. Вране

Бориса́в «Бора» Ста́нкович (серб. Борисав Станковић; 31 марта 1876, Вране — 22 октября 1927, Белград) — сербский писатель и драматург, один из самых видных реалистов в литературе Сербии конца XIX — начала XX века.

## Биография
Родился в маленьком провинциальном городке на границе Сербии и Османской Македонии. Рано остался сиротой. До 1902 изучал право в университете Белграда. Потом некоторое время жил в Париже (1903—1904).
Вернувшись на родину, работал в столице чиновником на таможне и в налоговой службе. Во время Первой мировой войны жил в городе Ниш в Черногории, где был арестован австрийцами и помещён в лагерь для интернированных в Боснии. После войны работал в отделе искусств Министерства образования. Умер в Белграде в 1927 году.

## Творчество
Литературной деятельностью начал заниматься в студенческие годы. Наиболее плодотворным в литературном отношении оказался период с 1898 по 1913 годы, когда писатель опубликовал несколько книг рассказов — «Из старого Евангелия» (1899), «Божьи люди» (1902), «Старые дни» (1902), роман «Дурная кровь» (1911), драмы «Коштана» (1902) и «Ташана» (1912). Во время мировой войны и после неё — Станкович не создал ни одного сколько-нибудь значительного художественного произведения.
Романы и рассказы Борисава Станковича тесно связаны с его родным краем, изображают жизнь людей Южной Сербии. Писатель оставался приверженцем старых патриархальных обычаев, разрушение которых в Старой Сербии наблюдал с сожалением и грустью. Но в своих произведениях Станкович рисовал старую жизнь без идеализации, правдиво рассказывая о судьбе представителей всех слоёв общества — землевладельцев, торговцев, нищих, ремесленников, цыган, «божьих людей». Наиболее известный его роман «Дурная кровь» (1911) рассказывает о падении старых землевладельческих родов и о торжестве «новых хозяев жизни», разбогатевших во время войны торговцев. С особой теплотой и проникновенностью Станкович рассказал о тяжелой доле сербской женщины.
Заслуга Станковича состоит в том, что он открыл литературе малоизвестный мир и показал его чрезвычайно свежо и оригинально, обогатив сербский реализм мастерством психологического анализа.
Творчество Борисава Станковича часто сравнивают с русскими писателями, особенно с Достоевским и, в определённой степени, с Максимом Горьким.

### Романы и повести
- Мајка на гробу свога јединца, 1894.
- Из старог јеванђеља, 1899.
- Коштана, 1902.
- Божји људи, 1902.
- Стари дани, 1902.
- Покојникова жена, 1907.
- Нечиста крв, 1910.
- Његова Белка, 1921.
- Под окупацијом, 1929.
- Сабрана дела, 1956.

### Рассказы
- Баба Стана (1907)
- Бекче (1901)
- Биљарица (1902)
- Цопа (1902)
- Ч’а Михаило (1902)
- Ђурђевдан (1898)
- Јован (1902)
- Јовча (1901)
- Јово-то (1909)
- Луди Стеван (1902)
- Љуба и Наза (1902)
- Маце (1902)
- Манасије (1902)
- Марко (1902)
- Менко (1902)
- Митка (1902)
- Мој земљак (1909)
- Наш Божић (1900)
- Нушка (1899)
- Његова Белка (1920)
- Они (1901)
- Парапута (1902)
- Покојникова жена (1902)
- Риста кријумчар (1905)
- Станко «Чисто брашно» (1902)
- Станоја (1898)
- Стари дани (1900)
- Стари Василије (1906)
- Стеван Чукља (1906)
- Таја (1901)
- Тетка Злата (1909)
- У ноћи (1899)
- Увела ружа (из дневника) (1899)
- У виноградима (1899)
- Задушница (1902)

## Пьесы
- Драме, 1928.

## Отображение в искусстве

### Экранизации
- 1948 — Софка (по роману «Дурная кровь»); реж. Радош Новакович
- 1953 — Цыганка (по пьесе «Коштана») реж. Воислав Нанович
- 1962 — Коштана; реж. Йован Конёвич (ТВ)
- 1976 — Коштана; реж. Славолюб Стефанович-Раваси (ТВ)
- 1976 — Йовча; реж. Драгослав Лазич (ТВ)
- 1980 — Коштана; реж. Борислав Григорович (ТВ)
- 1985 — Коштана; реж. Борислав Григорович и Слободан Радович (ТВ)
- 1996 — Дурная кровь; реж. Стоян Стойчич

### В музыке
- 1931 — Петар Конёвич написал оперу «Коштана»